# Lim (flod)

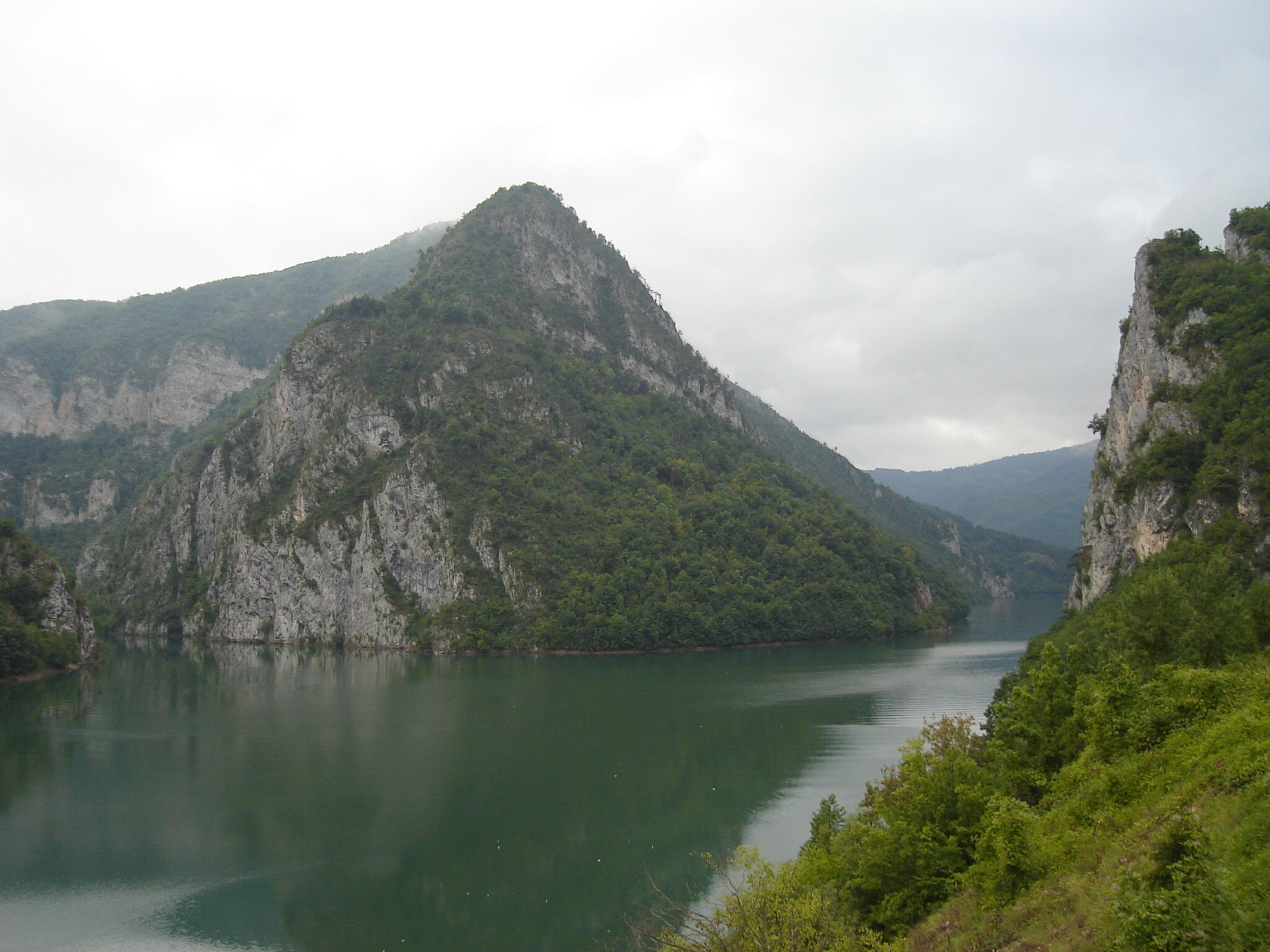
Lims utlopp i Drina

Lim är en flod på Balkan med en längd på 220 kilometer. Floden går under namnet Lim från Plavsjön i östra Montenegro. Det huvudsakliga tillflödet till sjön har dock sin källa nedanför berget Maglić i regionen Kuči (där under namnet Vrmoša), och rinner först kort in i Albanien (under namnet Lumi i Vermoshit) för att sedan återvända in i Montenegro (under namnet Grnčar). Lim rinner genom norra Montenegro och södra delen av Serbien, och passerar bland annat Prijepolje. Den rinner ut i floden Drina mellan Bosnien och Hercegovina och Serbien.